# Cardo (artiste)
Pour les articles homonymes, voir Cardo.

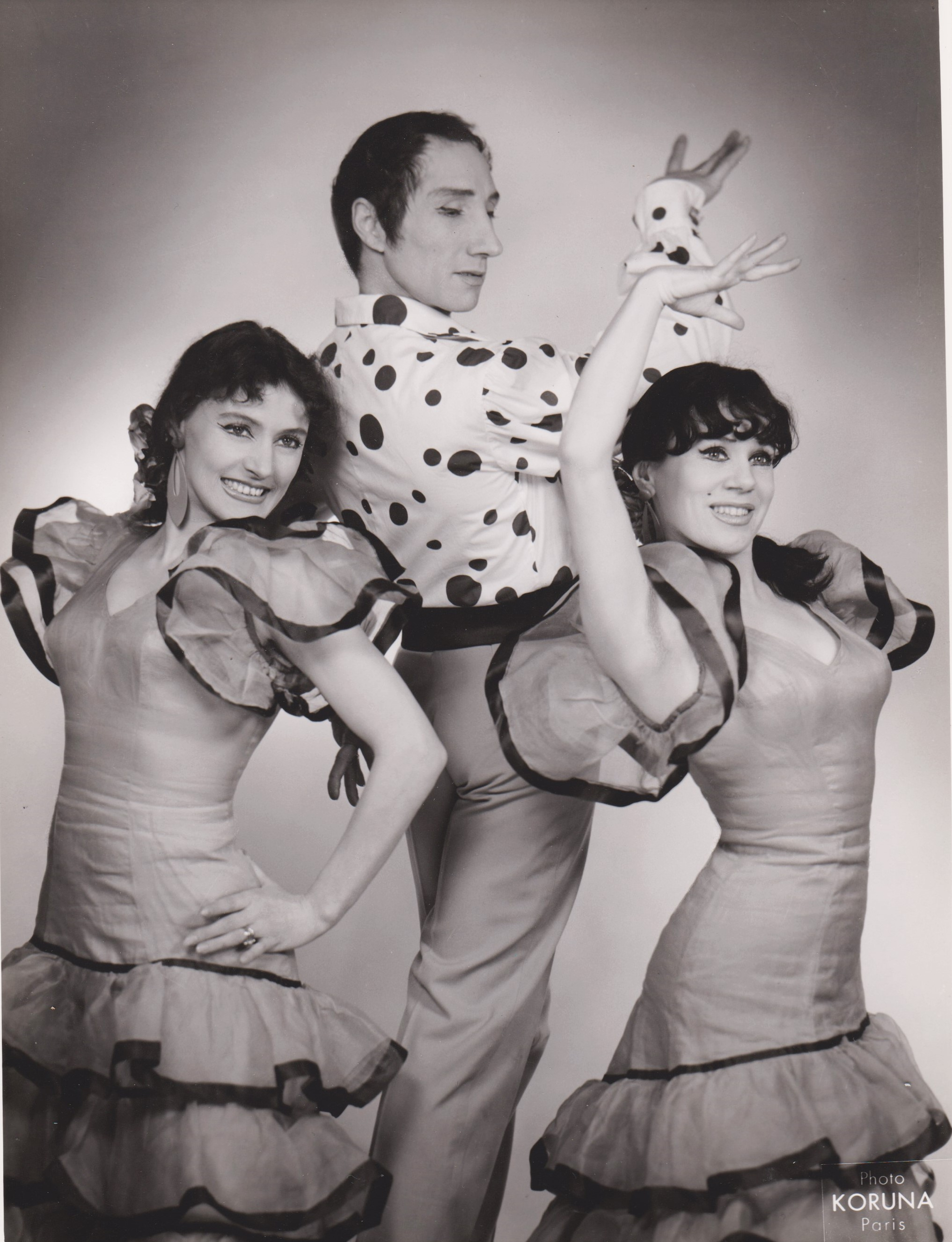
Cardo avec les danseuses de sa troupe Sol y sombra.

Cardo, né Raoul Cardo Saban Torres Irigaray, né le 28 octobre 1924 à Bujalance (province de Cordoue) et mort le 3 janvier 2009 à Chamoux (Yonne), est un danseur espagnol. Il s'est fait connaître sous le nom de Cardo. Chorégraphe, danseur puis sculpteur, il se décrit comme un artiste à l’esprit nomade.

## Biographie
Fils de la danseuse étoile Emelina Torres et d'un professeur des Beaux Arts de Madrid, il est le neveu du guitariste Andrés Segovia. Très jeune il fréquente la classe de son père où il se révèle comme un élève surdoué. À l'âge de 5 ans, il arrive en France et apparaît dans le film Maison de danses où sa mère est la doublure de Gaby Morlay. Les tournées se succèdent en Europe et la famille rentre en Espagne où la situation politique est difficile. Son père est assassiné en 1938 par les troupes de Franco, sa mère et ses frères sont alors rapatriés avec lui en France.

## Danseur et chorégraphe
L'enfant-acteur se transforme en danseur de flamenco et chorégraphe et se produit avec d'autres artistes débutants : Édith Piaf, Bourvil, Marcel Marceau, Charles Trenet, Gérard Philipe, Pierre Brasseur, Jean-Louis Barrault…
À partir de 1948, Cardo écrit des ballets dont il crée les décors et les costumes, parmi lesquels Disparate inspiré d'une œuvre de Goya et L'amour sorcier d'après Manuel de Falla. Ces ballets seront produits en Belgique et en Suisse par son frère, Lélé de Triana, avec la troupe Sol y Sombra que les deux frères ont formée en 1949 et qui travaillera en particulier pour l'opérette Le Chanteur de Mexico avec Luis Mariano.
Par la suite, il devient premier danseur de caractère à l'Opéra de Paris. Il apparaît également dans cinq films parmi lesquels La Femme et le Pantin, où il enseigne le flamenco à Brigitte Bardot. Il se produit également avec Fred Astaire et Ginger Rogers.

## Création de Cardo Land

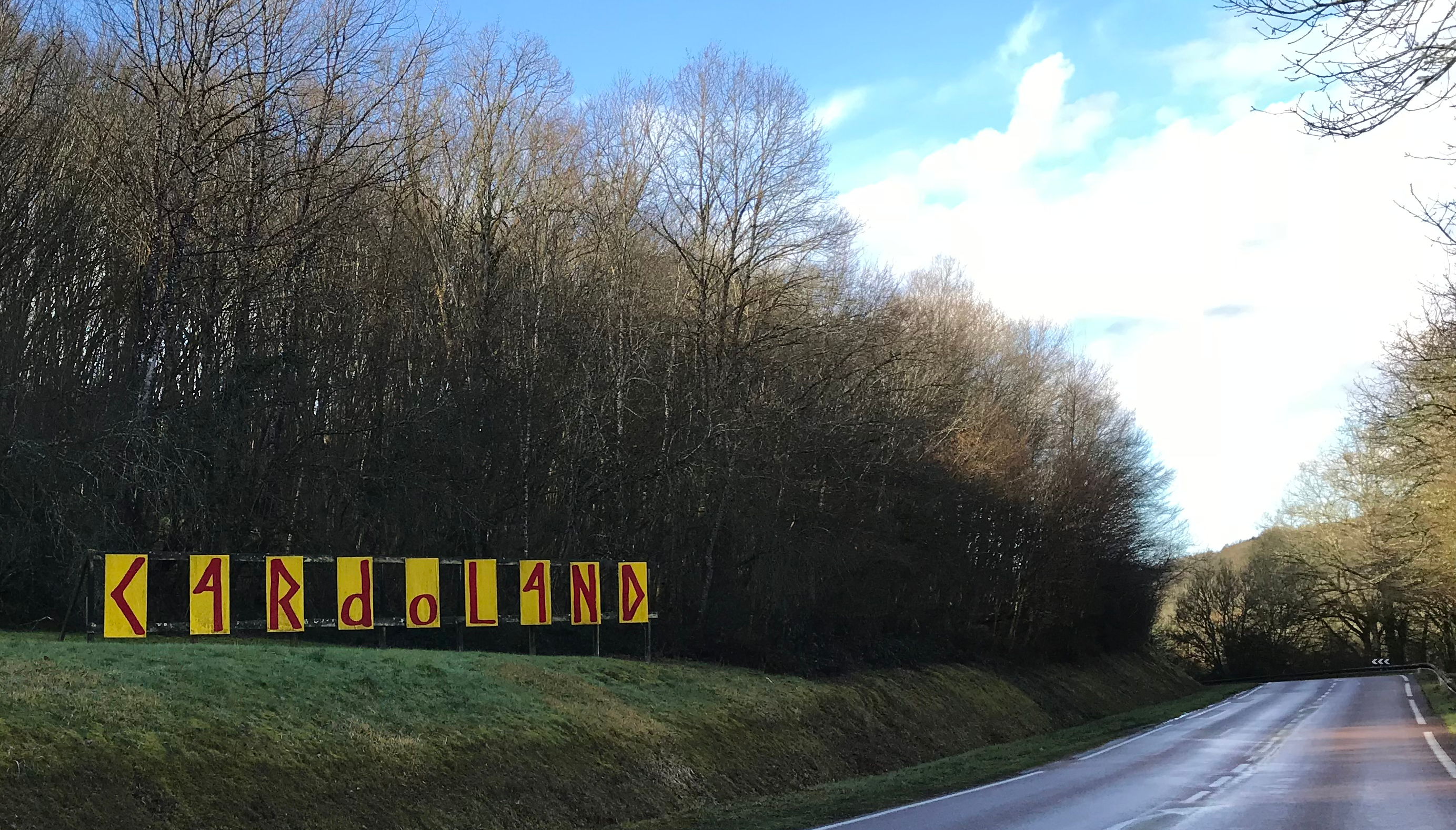
Panneau annonçant Cardoland.

En 1961 il réalise à Biscarrosse un film sur la vie des animaux. Ce film fera ressurgir sa passion pour le monde animal. En 1967 il se consacre à la création de maquettes d'animaux préhistoriques. Dans les années 1970 il s'installe au Moulin Granard, hameau du village de Gâcogne dans le Morvan. Là, il réalise des sculptures, des tableaux en émail sur acier gravé à l'acide et, plus étrangement, des dessins à reproduire sous forme de tricots. En 1981 il s'installe à Chamoux, village du Morvan proche de Vézelay où il ouvre un parc jurassique de 10 hectares  nommé Cardo Land comprenant plus de 80 sculptures grandeur nature d'animaux et d'hommes préhistoriques ainsi qu'un musée paléontologique et une grotte.